# Marsypopetalum
Marsypopetalum là chi thực vật có hoa trong họ Annonaceae.

## Các loài
Trước năm 2011 người ta coi chi này là đơn loài, với loài duy nhất là Marsypopetalum pallidum. Theo nghiên cứu của Xue et al. (2011) thì 5 loài trước đây xếp trong chi Polyalthia cũng được chuyển sang chi này, và như thế hiện tại chi này bao gồm 6 loài:
- Marsypopetalum crassum (R.Parker) B.Xue & R.M.K.Saunders, 2011
- Marsypopetalum littorale (Blume) B.Xue & R.M.K.Saunders, 2011 - Nhọc duyên hải, quần đầu duyên hải
- Marsypopetalum lucidum (Merr.) B.Xue & R.M.K.Saunders, 2011
- Marsypopetalum modestum (Pierre) B.Xue & R.M.K.Saunders, 2011
- Marsypopetalum pallidum (Blume) Kurz, 1874 - Loài điển hình.
- Marsypopetalum triste (Pierre) B.Xue & R.M.K.Saunders, 2011